# Liste der mexikanischen Botschafter in Deutschland

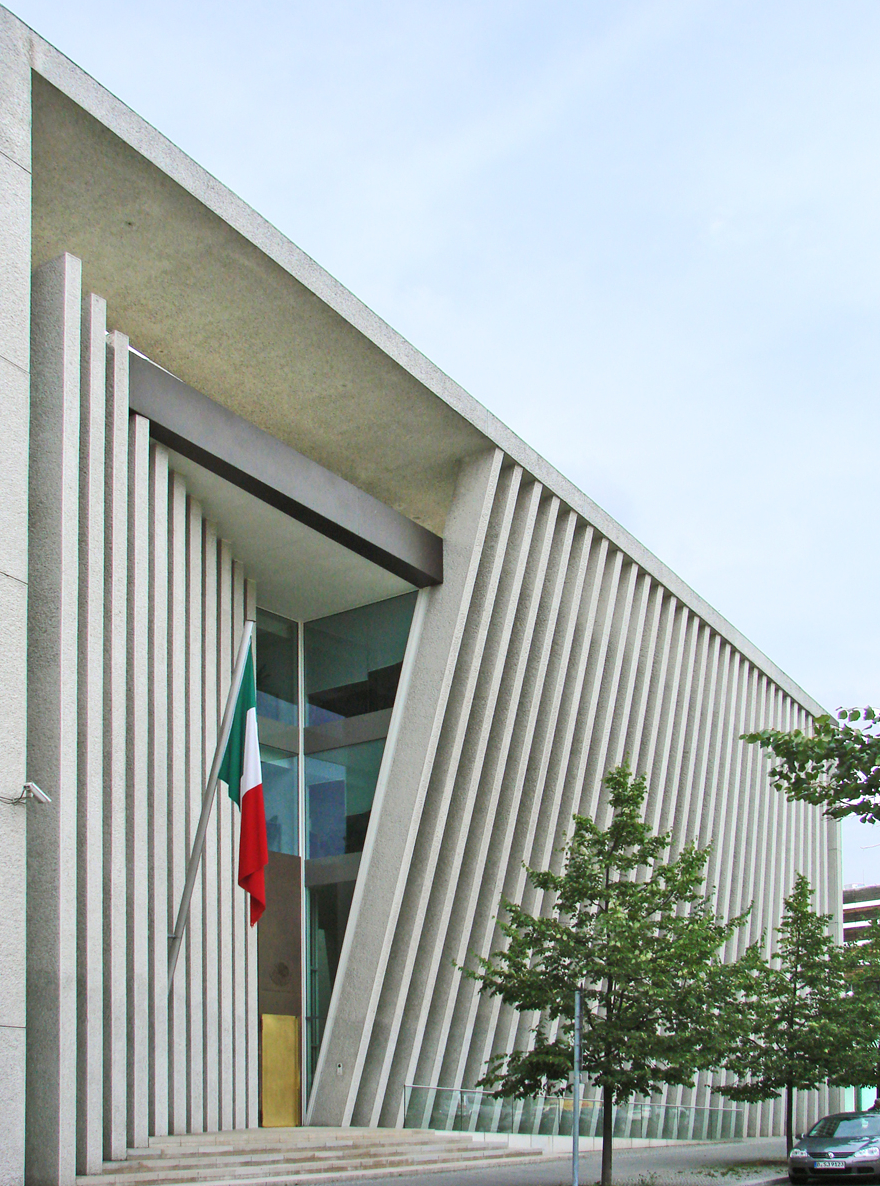
Mexikanische Botschaft im Berliner Ortsteil Tiergarten

Dies ist die Liste der mexikanischen Botschafter in Deutschland. Der erste Gesandte, den Mexiko nach Berlin entsandte, war 1874 Angel Nuñez Ortega.

## Mexikanische Botschafter im Deutschen Reich (1874–1941)
- 1874–1878: Angel Nuñez Ortega
- 1878–1880: Gabino Barreda
- 1880–1881: vakant
- 1881–1887: Francisco Zacarias Mena
- 1887–1894: Ignacio Romero Vargas
- 1894–1899: Manuel Iturbide del Villar
- 1900–1904: Pedro Rincón Gallardo y Romero de Terreros
- 1904–1905: vakant
- 1905–1912: Francisco Alvarez de Icaza
- 1913–1916: Miguel de Beistegui
- 1916–1919: Rafael Zubáran Capmany
- 1919–1920: Leopold Ortiz
- 1920–1923: Balbino Dávalos
- 1923–1926: Pascual Ortiz Rubio
- 1926–1929: Ramón de Negri
- 1929–1932: Primo Villa Michel
- 1932–1934: Javier Sánchez Mejorada
- 1934–1936: Leopoldo Ortiz
- 1936–1937: Leónides Andreu Almazán
- 1937–1941: Juan Francisco Azcárate (1896–1987)

1941: Abbruch der diplomatischen Beziehungen am 26. Dezember 1941. Am 22. Mai 1942 erklärte Mexiko Deutschland, Japan und Italien den Krieg.

## Mexikanische Botschafter in der Bundesrepublik Deutschland (seit 1952)
- 1952–1953: Waldo Romo Castro
- 1953–1965: Alfonso Guerra Olivares
- 1964–1965: Mario Armando Amador Durón
- 1965–1971: Manuel de Jesús Cabrera Maciá
- 1970–1972: Antonio Ruiz Galindo
- 1972–1973: Ismael Moreno Pino
- 1973–1974: Luis Jesús Weckmann Muñoz
- 1974–1976: Vicente Sánchez Gavito
- 1976–1977: Ulises Sergio Schmill Ordóñez
- 1977–1978: Felipe Raúl Valdez Aguilar
- 1978–1979: Roberto de Rosenzweig-Díaz Azmitia
- 1979–1982: Octaviano Campos Salas
- 1982–1987: César Sepúlveda Gutiérrez
- 1987–1990: Adolfo Enrique Hegewish Fernández
- 1990–1998: Juan José Bremer1
- 1998–2000: Roberto Emilio Friedrich Heinze
- 2000–2002: Patricia Espinosa Cantellano
- 2002–2003: Jorge Eduardo Navarrete López
- 2003–2010: Jorge Castro-Valle Kuehne
- 2010–2013: Francisco González Díaz
- 2013–2016: Patricia Espinosa Cantellano[2]
- 2017–2021: Rogelio Granguillhome Morfin[3]
- seit 2021: Francisco José Quiroga Fernández

1 erster mexikanischer Botschafter im wiedervereinigten Deutschland

## Mexikanische Botschafter in der DDR (1974–1990)
| Ernennung Akkreditierung | Name                       | Bemerkungen                     | ernannt von                 | akkreditiert bei der Regierung | Posten verlassen |
| ------------------------ | -------------------------- | ------------------------------- | --------------------------- | ------------------------------ | ---------------- |
| 1974                     | Rodolfo Navarrete Tejero   |                                 | Luis Echeverría Álvarez     | Friedrich Ebert junior         | 1976             |
| 1976                     | Guillermo Corona Muñoz     |                                 | José López Portillo         | Erich Honecker                 | 1978             |
| 1978                     | Ricardo Guerra Tejeda      |                                 | José López Portillo         | Erich Honecker                 | 1983             |
| 1983                     | Rogelio Martínez Aguilar   |                                 | Miguel de la Madrid Hurtado | Erich Honecker                 | 1987             |
| 1987                     | Felipe Raúl Valdés Aguilar |                                 | Miguel de la Madrid Hurtado | Erich Honecker                 | 1989             |
| 1989                     | Rosario Green              |                                 | Carlos Salinas de Gortari   | Manfred Gerlach                | 1990             |
| 1990                     | Jorge Castro-Valle Kuehne  | Ad-hoc-Verhandlungsbeauftragter | Carlos Salinas de Gortari   | Manfred Gerlach                | 1990             |